# Георги Дойчинов
 Тази статия е за андартския капитан.  За дееца на ВМОРО вижте Георги Йосифов.  
Георги Дойчинов (на гръцки: Γεώργιος Δοϊτσίνης, Георгиос Дойцинис) е гръцки революционер, деец на гръцката въоръжена пропаганда в Македония от началото на XX век.

## Биография
Георги Дойчинов е роден в гевгелийското село Мачуково, тогава в Османската империя, днес Евзони, Гърция. Включва се във въоръжената борба в Македония и е един от пионерите на пропагандата в района на Богданци - Гевгели. Образува една от първите гръцки чети в района, под инструкциите на гръцкия център на Солун в началото на есента на 1904 година. Четата му се състои от гърци критяни и македонци гъркомани. Сътрудничи с Леонидас Папамалекос, Емануил Кацигарис и Михаил Сионидис. След ареста на 7 гърци в Богданци от османските власти и разпускането на четата на Кацигарис, четата на Дойчинов остава най-силното гръцко военно присъствие в Централна Македония.